# Quim (Fußballspieler, 1975)
Quim [kĩ] (* 13. November 1975 in Vila Nova de Famalicão; eigentlich Joaquim Manuel Sampaio Silva) ist ein ehemaliger portugiesischer Fußballtorwart.

## Karriere

### Verein
Quim stammt aus der Jugend des portugiesischen Clubs Sporting Braga. Dort spielte er bis 2004. Danach wechselte er zum Rekordmeister Benfica Lissabon. Seinen wahrscheinlich größten persönlichen Erfolg hatte er 2009 beim Finale des Taça da Liga (gegen Sporting CP), als er beim Elfmeterschießen Benfica Lissabon zum Sieg brachte, in dem er drei Elfmeter hielt. 2010 wechselte er ablösefrei zurück nach Braga. Nach insgesamt 14 Saisons in Diensten seines Heimat Clubs Sporting Braga, gab Quim im Mai 2013 bekannt, sein Vertrag nicht zu verlängern. Kurz darauf unterschrieb er einen Vertrag beim portugiesischen Zweitligisten Desportivo Aves.

### Nationalteam
Mit der Nationalmannschaft nahm er an den Europameisterschaften 2000 und 2004 sowie an der Weltmeisterschaft 2006 als Reservekeeper teil. Zu seinem einzigen Einsatz kam er dabei im letzten und unbedeutenden Vorrundenspiel der EURO 2000 gegen Deutschland, als er in der 90. Minute für Pedro Espinha eingewechselt wurde. An der Weltmeisterschaft 2002 nahm er nicht teil, weil er bei einer Dopingkontrolle positiv auf Nandrolon getestet und für sechs Monate gesperrt worden war.
Bei der EM 2008 war er wieder als Ersatztorwart nominiert, verletzte sich aber während des Trainings am Handgelenk und wurde durch Nuno Espírito Santo ersetzt.

## Erfolge

### In Vereinen
Benfica Lissabon
- Portugiesische Meisterschaft: 2005, 2010
- Portugiesischer Super-Cup: 2005
- Taça da Liga: 2009, 2010

Sporting Braga
- Taça da Liga: 2013

Desportivo Aves
- Portugiesischer Pokal: 2018